# Atalomicria sexfasciata
Atalomicria sexfasciata is een haft uit de familie Leptophlebiidae. De wetenschappelijke naam van de soort is voor het eerst geldig gepubliceerd in 1916 door Ulmer.
De soort komt voor in het Australaziatisch gebied.